# Asakura Ayane
Pour les articles homonymes, voir Ayane et Asakura (homonymie).
Ayane Asakura (浅倉彩音, Asakura Ayane) est le nom d'une actrice japonaise en films pornographiques.

## Biographíe et carrière
Asakura Ayane est née le 13 novembre 1973 au Japon. L'actrice, au physique plantureux, débute la vidéo pornographique en 2008. Elle a alors 35 ans, ce qui est tardif pour une actrice du genre. Appréciée du public tant pour sa poitrine généreuse que pour ses hanches larges et son postérieur charnu, elle connaitra une carrière prolifique. Elle a surtout interprété des rôles de MILF, d'inceste et de saphisme.

## Filmographie partielle
| Titre du film | Producteur N° d'identification   | Réalisateur        | Parution   | Notes |
| --- | -------------------------------- | ------------------ | ---------- | --- |
| Incest - Mother-Son Passionate Love 近親相姦母子熱愛 Konshinsōkan Boshi netsuai | Center Village SKSS-23           |                    | 18-03-2009 | Inceste |
| Beautiful Ass Wife Cowgirl Position Enthusiast 美尻奥さま騎乗位狂い Bijiri okusama kijō-i kurui | Aleddin / Takara Visual SPRD-280 | Dai Omura          | 02-04-2009 | Beau fessier, position à cheval |
| Violated Sister-in-Law 犯された兄嫁 Okasa reta aniyome | Takara Visual SREN-16            | Ho Kinugasa        | 25-05-2009 | Série « Violated Sister-in-Law (Takara Visual) » (« Belle-sœur violée » (Takara Visual)                                                                                           |
| Beautiful Mature Lady Lesbian Bubble Princess 2 美熟女レズ泡姫 ２ Bi jukujorezu awa hime 2 | DIVA’s DIV-047                   |                    | 05-06-2009 | Série « Beautiful Mature Lady Lesbian Bubble Princess » (« Superbe Lesbienne d'Âge Mûr Bien en Chair ») Avec Mina Yazawa Saphisme                                                 |
| Married Woman's Pangs 人妻の疼き Hitodzuma no uzuki | Hibino HAVD-577                  | Hiroshi Torihama   | 18-06-2009 | Série « Married Woman's Pangs » (« Remords d'une Femme Mariée ») |
| Sexual Mother Ayane 性母・彩音 Sei Haha Ayane | Dogma DDK-032                    | Nōmaru KIM         | 19-06-2009 | Série « Sexual Mother » (« Rapports Sexuels d'une Mère » |
| Incest – Son and the Lewd Mature Woman With a Lascivious Body 2 近親相姦 息子を痴女るいやらしい体をしたドスケベ熟女 ２ Konshinsōkan musuko o chijoru iyarashī karada o shita dosukebe jukujo 2                                                           | Emmanuelle EMAS-006              | Rokku              | 25-06-2009 | Série « Incest – Son and the Lewd Mature Woman With a Lascivious Body » (« Inceste - Le Fils et la Femme Lubrique d'Âge Mûr au Corps Lascif ») Inceste                            |
| Hanabi 25 HANABI 25 | Prestige WIL-053                 |                    | 01-07-2009 | Série « Hanabi » |
| Incestuous Family 相姦家族 Sōkan kazoku | Ruby SCD-38                      | Hiroaki Takahashi  | 01-08-2009 | Série « Incestuous Family » (« Famille incestueuse ») |
| Woman Tongue 女舌 Onna shita | Mil KYMI-002                     | TAKEZO             | 19-08-2009 | Série « Woman Tongue » (« Langue Féminine ») |
| Incest - Mother's Beautiful Ass 近親相姦 お母さんの美尻 Konshinsōkan okāsan no bijiri | Wanz Factory WNZ-133             | Tatsuya Toma       | 22-08-2009 | Inceste, Série « Incest - Mother's Beautiful Ass » (« Inceste - Superbe cul d'une mère »)                                                                                         |
| Son's Look 息子の視線 Musuko no shisen | Madonna JUC-144                  | Koji Nakameguro    | 25-08-2009 | |
| Big Ass Female Doctor in Lewd White 淫白の巨尻女医 | Madonna JUC-163                  | Tatsuwo Hifumi     | 23-09-2009 | |
| Please Break Me in Front of My Husband 夫の前で調教して下さい Otto no mae de chōkyō shite kudasai | Madonna JUC-203                  | Eitarō Haga        | 25-09-2009 | Série «Please Break Me in Front of My Husband » (« Sautez-moi devant mon mari s'il vous plait »)                                                                                  |
| I Have Come to Want to Perform Nakadashi On the Huge Ass Beautiful Stepmother! 巨大お尻の綺麗な義母に中出ししたくなりました！ Kyodai o shiri no kireina gibo ni chu dashi shitaku narimashita!                                                           | Nadeshiko NADE-600               |                    | 23-10-2009 | Série « I Have Come to Want to Perform Nakadashi On the Huge Ass Beautiful Stepmother » (« J'ai souhaité vouloir réaliser éjaculer dans le grand cul d'une superbe belle-mère »)  |
| Shout It: Language Teacher / Urology Physician / High School Teacher ソレを叫ぶ 高校国語女教師／泌尿器肛門内科医／中学校３年Ａ組担任 Sore o sakebu kōkō kokugo jokyōshi/ hinyōki kōmon naikai/ chūgakkō 3-nen A-gumi tan'nin                             | FA Pro Platinum FAD-1586         | Henry Tsukamoto    | 10-12-2009 | Avec Miho Wakabayashi et Ran Sugimoto |
| Beautiful Lesbian Wives 美妻レズビアン Bi tsuma rezubian | Star Paradise YUME-011           |                    | 15-12-2009 | Série « Beautiful Lesbian Wives » (« Superbes femmes mariées lesbiennes ») Avec Satoko Ishikawa Saphisme                                                                          |
| Super High-Class Beautiful Young Lesbians - Soap Lady Premium Vol.2 超高級美少女レズ・ソープ嬢 プレミアム Vol.2 Chōkōkyū bishōjo rezu sōpu jō puremiamu Vol. 2                                                                                           | Deep's DVDES-262                 |                    | 19-12-2009 | Série « Super High-Class Beautiful Young Lesbians »(« Superbes Jeunes Lesbiennes de Grande Classe ») Avec Yua Kisaki, Saya Yukimi & Seira Moroboshi Saphisme                      |
| The Married Woman Next Door となりの奥さん Tonari no okusan | Madonna JUC-221                  | Vince Togo         | 25-12-2009 | Série « The Married Woman Next Door » (« La femme mariée d'à côté ») |
| Wife's Mellow Peach Ass Smell 若妻の熟れた桃尻の匂い Wakadzuma no ureta momojiri no nioi | Mil KYMI-006                     | TAKEZO             | 01-01-2010 | |
| New Year Madonna Special: Big Tits Soap Princess Party 新春マドンナSPECIAL 爆乳ソープ極上姫始め Shinshun madonna SPECIAL bakunyū sōpu gokujō hime hajime                                                                                                 | Madonna JUC-232                  | Koji Nakameguro    | 07-01-2010 | Avec Yumi Kazama & Misato Hojo Série spéciale éditée par Madonna pour le Nouvel An                                                                                                |
| Magic Mirror Series: Super Gorgeous! Very Intimate Beautiful Attractive Mature Women Reverse Pick-Up, Ikebukuro Edition マジックミラー号 超ゴージャス！濃密美熟女逆ナンパ 池袋編 Majikku mirā-gō chō gōjasu! Nōmitsu-bi jukujo gyaku nanpa Ikebukuro-hen | Deep's DVDES-266                 |                    | 07-01-2010 | Avec Maki Hojo, Ryoko Murakami et Misa Arisawa Série « Magic Mirror » (« Miroir Magique »)                                                                                        |
| Immoral Robot - The Secret of Doctor Consulting Room わいせつロボコム ●秘女医の診察室 Waisetsu robokomu ● hi Joi no shinsatsu-shitsu | FA Pro Platinum FAD-1598         | Henry Tsukamoto    | 25-01-2010 | Avec Kurara Iijima, Ayana Naito, Mina Kanamori & Yuko Kikujima |
| Women Who What To Do It 365 Days ３６５日アレがしたい女たち 365-Nichi Are ga shitai onna-tachi | FA Pro Platinum FAD-1599         | Henry Tsukamoto    | 25-01-2010 | Avec Chinami Sakai, Nana Aiba, Reiko Nakamori, Yuko Kikushima & Sayoko Hideyoshi                                                                                                  |
| Clitoris Masturbation 2 クリトリスオナニー ２ Kuritorisu onanī 2 | K's Works DKSW-207               |                    | 05-02-2010 | Série « Clitoris Masturbation » (« Masturbations clitoridiennes ») Avec Rika Akagi, Mari Hosokawa, Reiko Nakamori & Mirai Koda                                                    |
| Sex With the Man Who Has the Biggest Penis in the World 世界で一番大きなチンポを持つ男のSEX Sekai de ichiban ōkina chinpo o motsu otoko no SEX | Rookie RKI-057                   | Kozakai Taoga      | 19-02-2010 | Avec Miki Sato, Ryoko Murakami & Yumi Kazama Série « Sex With the Man Who Has the Biggest Penis in the World » (« Rapport sexuel avec l'homme qui a le plus gros pénis au monde») |
| Incest: Swapping Big Ass Mothers 近親相姦 巨尻母スワッピング Konshinsōkan Kyojiri haha suwappingu | Madonna JUC-260                  | Eitarō Haga        | 25-02-2010 | Série « Incest: Swapping Big Ass Mothers » Avec Natsuko Kayama |
| Madonna Fan Thanksgiving: Mix Hot Spring Bus Tour 5 マドンナファンの集い 混浴温泉バスツアー 5 Madonna fan no tsudoi kon'yoku onsen basutsuā 5 | Madonna JUC-274                  | Mohikaru           | 25-03-2010 | Série « Madonna Fan Thanksgiving » Avec Maki Hojo, Yu Kawakami, Reiko Nakamori, Mari Hosokawa et neuf autres actrices                                                             |
| Temptation of Female Teacher 女教師の誘惑 Jokyōshi no yūwaku | Wanz Factory WNZ-197             | Hikaru Shibahara   | 01-04-2010 | Série « Temptation of Female Teacher » (« Tentations d'une enseignante ») |
| Kiss of Fire KISS オブ ファイヤー KISS Obu faiyā | FA Pro Platinum FAD-1619         | Henry Tsukamoto    | 10-04-2010 | Avec Ran Kayami, Saki Onodera, Kana Mochizuki, Mari Kikugawa et 7 autres actrices                                                                                                 |
| Next Door Widows 隣の未亡人 Tonari no mibōjin | Grafitti Japan ACGJV-014         | Dai Sakamoto       | 19-04-2010 | Série « Next Door Widows series » (« La veuve d'à côté ») Avec Ren Serizawa |
| Another Mix Hot Spring Bus Tour 5 マドンナファンの集い 5 Mōhitotsu no Kon'yoku onsen basutsuā 5 | Madonna JUC-298                  | Mohikaru           | 25-04-2010 | Avec Maki Hojo, Yu Kawakami, Ellen Joe, Mari Hosokawa et 9 autres actrices |
| S-Class Mature Women: SUPER BEST Big Tits S級熟女 巨乳爆乳SUPER BEST S-kyu jukujo kyonyu bakunyu SUPER BEST | Venus VERO-001                   |                    | 01-06-2010 | Avec Kyoko Takashima, Ellen Joe, Natsumi Kitahara, Neiro Suzuka, Sakiko Mihara et 5 autres actrices Série « S-Class Mature Women » (« Femme d'âge mûr Classe-S »)                 |
| 熟女ズボズボ高速ピストンオナニー Jukujo zubozubo kosoku pisuton'onani | JNS DJSF-050                     | Mr.Cho             | 15-07-2010 | Avec Sumika Hatori, Kyoko Takashima, Honami Takasaka, Jun Azabu, Seiko Shiratori, Ritsuko Kawai                                                                                   |
| S-Class Mature Women: SUPER BEST Handjob S級熟女 手コキSUPER BEST (S-kyū jukujo dekoki sūpābesuto) | Venus VERO-006                   |                    | 01-09-2010 | Avec Fumie Tokikoshi, Miki Sato, Yayoi Yanagida, Chisato Shoda et 15 autres actrices Série « S-Class Mature Women » (« Femme d'âge mûr Classe-S »)                                |
| 12 Beautiful Attractive Mature Women Aplenty たっぷん美熟女 12人 Tatsu pun-bi jukujo 12-ri | Momotaro ALD-367                 |                    | 07-09-2010 | Avec Sakiko Mihara, Yumi Kazama, Miki Sato, Kyoko Takashima et 7 autres actrices                                                                                                  |
| No Matter How Overwhelming the Feeling is Distressing... Please Do Not Make a Sound! どんなに感じ悶えても…決して声を出さないでください！ Don'nani kanji modaete mo… Kesshite koe o dasanaide kudasai!                                                    | Fitch JUFD-082                   | Tairyo Hata        | 25-10-2010 | |
| Cowgirl Mom Piston Incontinence ピストン騎乗位で失禁するおもらし義母 Pisuton kijō-i de shikkin suru omorashi gibo | JNS DJSF-070                     |                    | 15-11-2010 | Avec Haruka Makino, Honami Takasaka & Yuri Shirakawa |
| Beautiful Wife Dildo Masturbation DX 美人妻ディルドオナニーＤＸ Bijin tsuma dirudoonanī DX | Next11 VNDS-2758                 |                    | 20-03-2011 | Avec Reiko Nakamori, Misa Yuki, Airi Ai, Yu Kawakami et 5 autres actrices |
| 絶品美女大集合!ハミ出し水着BEST4時間 Zeppin bijo dai shūgō! Hami dashi mizugi besuto 4-jikan | Madonna JFB-016                  |                    | 07-04-2011 | Avec Kyouko Takashima, Reiko Nakamori, Airi Ai, Yume Sazanami, Ryo Sena |
| Attractive Big-Breasted Sister 4 魅惑巨乳姉妹 ４ Miwaku kyonyū shimai 4 | Next11 VNDS-2776                 | Mitsuru Gotokuji   | 20-06-2011 | Avec Natsuko Kayama Série «Attractive Big-Breasted Sister » (« Sœurs à la Vaste Poitrine Attirante »)                                                                             |
| No Matter How Overwhelming the Feeling is Distressing... Please Do Not Make a Sound! どんなに感じ悶えても…決して声を出さないでください！ Don'nani kanji modaete mo… Kesshite koe o dasanaide kudasai!                                                    | Fitch JUFD-082                   | Tairyo Hata        | 25-10-2010 | |
| Cowgirl Mom Piston Incontinence ピストン騎乗位で失禁するおもらし義母 Pisuton kijō-i de shikkin suru omorashi gibo | JNS DJSF-070                     |                    | 15-11-2010 | Avec Haruka Makino, Honami Takasaka, Yuri Shirakawa |
| Beautiful Wife Dildo Masturbation DX 美人妻ディルドオナニーＤＸ Bijin tsuma dirudoonanī DX | Next11 VNDS-2758                 |                    | 20-03-2011 | Avec Reiko Nakamori, Misa Yuki, Airi Ai, Yu Kawakami et 5 autres actrices |
| 絶品美女大集合!ハミ出し水着BEST4時間 Zeppin bijo dai shūgō! Hami dashi mizugi besuto 4-jikan | Madonna JFB-016                  |                    | 07-04-2011 | Avec Kyouko Takashima, Reiko Nakamori, Airi Ai, Yume Sazanami & Ryo Sena |
| Attractive Big-Breasted Sister 4 魅惑巨乳姉妹 ４ Miwaku kyonyū shimai 4 | Next11 VNDS-2776                 | Mitsuru Gotokuji   | 20-06-2011 | Série « Attractive Big-Breasted Sister » (« Sœur Attirante à la Vaste Poitrine »)                                                                                                 |
| I Who Was Held Captive and Had My Penis Tormented: Healthy Beautiful Women Who Attend a Yoga Class ち○ぽ嬲りの虜になった私 ヨガ教室に通う健康的な美淑女編 Chi ￮ po naburi no toriko ni natta watashi yoga kyōshitsu ni kayou kenkō-tekina bi shukujo-hen | Soft on Demand SDMT-508          | Tatsuya Kimura     | 20-08-2011 | Série « I Who Was Held Captive and Had My Penis Tormented » (« Moi, Capturé et au Pénis Tourmenté ») Avec Natsumi Horiguchi, Maki Hojo & Mari Hosokawa                            |
| Mothers Who Were Brought to Climax By Friends of Their Stepsons 息子の友人にイカされた母親達 Musuko no yūjin niika sa reta hahaoya-tachi | Next11 VNDS-2823                 | Mitsuru Gotokuji   | 20-12-2011 | Avec Chihiro Kitagawa, Sena Izumi, Seiko Shiratori, Reika Saijo |
| Adultery With Stepmother At a Mixed Hot Spring 混浴温泉義母相姦 Kon'yoku onsen gibo sokan | KMP / Madams MADA-003            | Kitorune Kawaguchi | 11-05-2012 | Série « Adultery With Stepmother At a Mixed Hot Spring » («Adultère Avec une Belle-Mère Dans une Source [d'eau] Chaude »)                                                         |
| Beautiful Mature Woman Document: All of Ayane Asakura 美熟女ドキュメント 浅倉彩音のすべて Bi jukujo dokyumento Asakura ayane no subete | Pornograph.tv VGD-107            |                    | 28-07-2012 | Série « Beautiful Mature Woman Document » (« Documentation sur une Superbe Femme d'Âge Mûr »)                                                                                     |

## Récompenses
Nommée pour le prix de la meilleure actrice d'âge mûr aux Adult Broadcasting Awards.